# Gran Premio di Monaco 2001
Il Gran Premio di Monaco 2001 è stato un Gran Premio di Formula 1 disputato il 27 maggio 2001 sul Circuito di Monte Carlo. La gara è stata vinta da Michael Schumacher su Ferrari, davanti al compagno di squadra Rubens Barrichello e a Eddie Irvine su Jaguar.

## Vigilia

### Aspetti tecnici

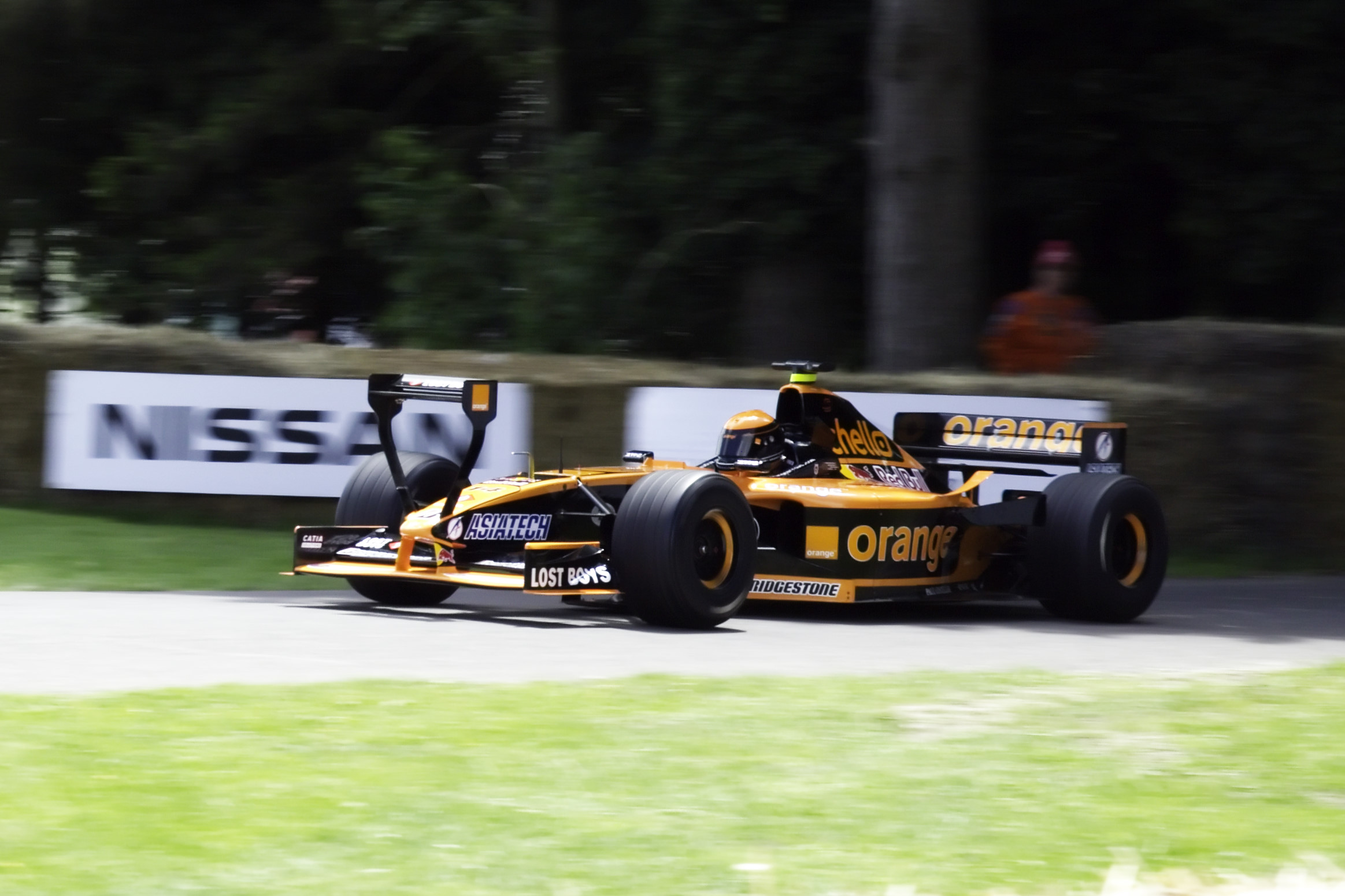
L'inedita soluzione portata sulla Arrows A22 per l'appuntamento monegasco.

Per la gara del Principato le scuderie portano diverse novità tecniche, alcune estreme, per massimizzare il carico aerodinamico delle proprie monoposto. La Arrows fa infatti installare un flap che sostiene un alettone della larghezza di cinquanta centimetri poco più avanti delle ruote anteriori. Anche la Jordan decide di sistemare un profilo davanti all'abitacolo. Entrambe le soluzioni vengono giudicate pericolose dai commissari di gara e non vengono dunque applicate né in qualifica né in gara.
Meno estreme le soluzioni portate dalle altre scuderie. La Ferrari porta un nuovo alettone anteriore caratterizzato dal raddoppio dei flap, soluzione già provata nel 1997, e utilizza nuovi sfoghi per l'aria nella zona posteriore del mezzo. Anche la McLaren apporta alcune modifiche: anzitutto viene usato un nuovo alettone posteriore con tre profili, poi sulla vettura di Häkkinen vengono applicate nuove ciminiere e, infine, la Hitco fornisce nuovi dischi dei freni. Soluzione simile a quella del team inglese per l'alettone posteriore viene utilizzata pure dalla Williams. Dal canto suo la Benetton modifica gli sfoghi d'aria nelle fiancate e monta la vecchia carrozzeria in quanto garantisce un miglior smaltimento del calore. Diverse poi le nuove soluzioni adottate dalla Jaguar: viene infatti rinnovata completamente la parte posteriore del mezzo, con un nuovo profilo estrattore, e vengono adottate nuove prese d'aria dei freni. Infine la Prost è la squadra che più di tutte rinnova le proprie monoposto. Vengono portati tre differenti tipi di alettone, uno con raddoppio del flap e due che presentano forme diverse nel musetto, un nuovo profilo estrattore e una nuova sospensione posteriore.

### Aspetti sportivi
La Ferrari e la Vodafone annunciano un accordo di sponsorizzazione a partire dal 2002. Chris Gert, titolare del colosso telefonico, spiega che la collaborazione riguarderà anche un potenziamento dei servizi Internet e delle comunicazioni tra box e pilota. Vengono inoltre rinnovati i contratti di Schumacher e Barrichello, per il tedesco fino al 2004 per il brasiliano di un anno, anche se non vengono rese note le cifre dell'operazione. Infine Jarno Trulli è eletto presidente della GPDA insieme a Schumacher e Coulthard.

## Prove libere

### Resoconto
Le prove libere vengono tutte disputate con tempo sereno e pista asciutta. Nelle prove Burti ha un violento incidente alla prima curva causato da un problema ai freni. Il pilota brasiliano deve quindi utilizzare la versione non aggiornata della Prost per il resto del week-end, mentre Fisichella e Ralf Schumacher distruggono le loro vetture nella zona delle piscine

### Risultati
Nella prima sessione del venerdì, si ha la seguente situazione:
| Pos | Nome               | Squadra/Motore   | Tempo    |
| --- | ------------------ | ---------------- | -------- |
| 1   | Michael Schumacher | Ferrari          | 1'21"577 |
| 2   | David Coulthard    | McLaren-Mercedes | 1'22"404 |
| 3   | Jarno Trulli       | Jordan-Honda     | 1'22"667 |

Nella seconda sessione del venerdì, si ha la seguente situazione:
| Pos | Nome               | Squadra/Motore   | Tempo    |
| --- | ------------------ | ---------------- | -------- |
| 1   | Mika Häkkinen      | McLaren-Mercedes | 1'19"853 |
| 2   | Michael Schumacher | Ferrari          | 1'20"316 |
| 3   | Ralf Schumacher    | Williams-BMW     | 1'20"938 |

Nella prima sessione del sabato, si ha la seguente situazione:
| Pos | Nome               | Squadra/Motore   | Tempo    |
| --- | ------------------ | ---------------- | -------- |
| 1   | Mika Häkkinen      | McLaren-Mercedes | 1'18"282 |
| 2   | Michael Schumacher | Ferrari          | 1'18"456 |
| 3   | Ralf Schumacher    | Williams-BMW     | 1'18"725 |

## Qualifiche

### Resoconto

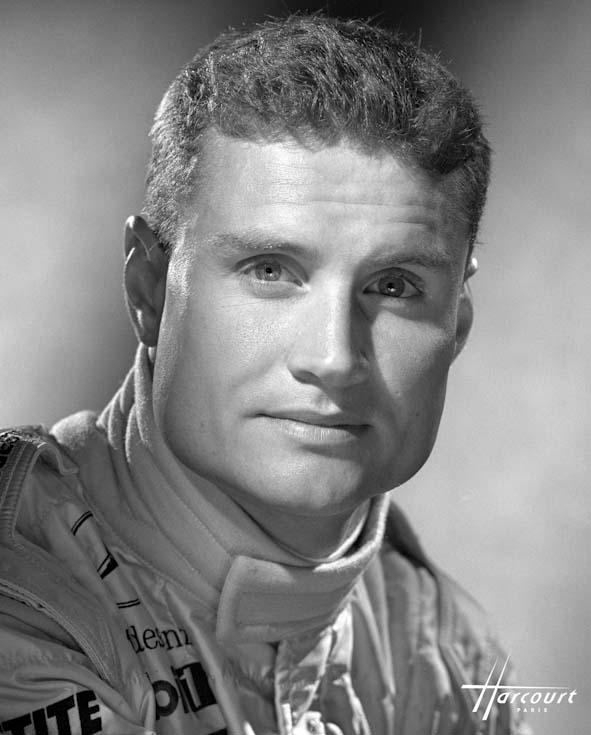
David Coulthard, autore della pole position, la sua prima nel Principato e ultima in carriera.

David Coulthard ottiene la seconda pole position della stagione, facendo segnare il miglior tempo negli ultimi minuti della sessione. Michael Schumacher si piazza secondo sulla griglia di partenza, ma al suo ultimo tentativo a disposizione sbaglia l'entrata alla curva del Portier, danneggiando la vettura contro le barriere esterne. Terzo tempo per Häkkinen, deluso però dal fatto di non riuscire a portare la sua monoposto in prima fila a causa di problemi di sottosterzo dovuti all'assetto adottato nel suo giro più veloce. Al quarto posto si qualifica Barrichello, seguito da Ralf Schumacher e da Irvine, autore di un'ottima prestazione con una Jaguar migliorata rispetto alle prime gare. Dietro di loro si qualificano Montoya, Trulli, Villeneuve. Fisichella e Alesi fanno registrare il decimo e l'undicesimo tempo nonostante delle vetture scarsamente competitive; deludono le Sauber, solo in ottava fila, che precedono Button e Fernando Alonso, capace di portare la sua Minardi davanti a monoposto più accreditate.

### Risultati
| Pos | Nº | Pilota                | Costruttore        | Pneumatici | Tempo    | Distacco |
| --- | -- | --------------------- | ------------------ | ---------- | -------- | -------- |
| 1   | 4  | David Coulthard       | McLaren - Mercedes | B          | 1'17"430 |          |
| 2   | 1  | Michael Schumacher    | Ferrari            | B          | 1'17"631 | +0"201   |
| 3   | 3  | Mika Häkkinen         | McLaren - Mercedes | B          | 1'17"749 | +0"319   |
| 4   | 2  | Rubens Barrichello    | Ferrari            | B          | 1'17"856 | +0"426   |
| 5   | 5  | Ralf Schumacher       | Williams - BMW     | M          | 1'18"029 | +0"599   |
| 6   | 18 | Eddie Irvine          | Jaguar - Ford      | M          | 1'18"432 | +1"002   |
| 7   | 6  | Juan Pablo Montoya    | Williams - BMW     | M          | 1'18"751 | +1"321   |
| 8   | 12 | Jarno Trulli          | Jordan - Honda     | B          | 1'18"921 | +1"491   |
| 9   | 10 | Jacques Villeneuve    | BAR - Honda        | B          | 1'19"086 | +1"656   |
| 10  | 7  | Giancarlo Fisichella  | Benetton - Renault | M          | 1'19"220 | +1"790   |
| 11  | 22 | Jean Alesi            | Prost - Acer       | M          | 1'19"245 | +1"815   |
| 12  | 9  | Olivier Panis         | BAR - Honda        | B          | 1'19"294 | +1"864   |
| 13  | 11 | Heinz-Harald Frentzen | Jordan - Honda     | B          | 1'19"316 | +1"886   |
| 14  | 19 | Pedro de la Rosa      | Jaguar - Ford      | M          | 1'20"033 | +2"603   |
| 15  | 17 | Kimi Räikkönen        | Sauber - Petronas  | B          | 1'20"081 | +2"651   |
| 16  | 16 | Nick Heidfeld         | Sauber - Petronas  | B          | 1'20"261 | +2"831   |
| 17  | 8  | Jenson Button         | Benetton - Renault | M          | 1'20"342 | +2"912   |
| 18  | 21 | Fernando Alonso       | Minardi - European | M          | 1'20"788 | +3"358   |
| 19  | 14 | Jos Verstappen        | Arrows - Asiatech  | B          | 1'20"823 | +3"393   |
| 20  | 15 | Enrique Bernoldi      | Arrows - Asiatech  | B          | 1'21"366 | +3"906   |
| 21  | 23 | Luciano Burti         | Prost - Acer       | M          | 1'21"771 | +4"341   |
| 22  | 20 | Tarso Marques         | Minardi - European | M          | 1'22"201 | +4"771   |

## Warm-up

### Risultati
| Pos | Nº | Pilota             | Costruttore        | Tempo    |
| --- | -- | ------------------ | ------------------ | -------- |
| 1   | 4  | David Coulthard    | McLaren - Mercedes | 1'20"944 |
| 2   | 3  | Mika Häkkinen      | McLaren-Mercedes   | 1'21"017 |
| 3   | 1  | Michael Schumacher | Ferrari            | 1'21"650 |

## Gara

### Resoconto
Prima della partenza sulla vettura di Coulthard si spegne il motore a causa un problema al launch control. Come in Spagna lo scozzese è quindi costretto ad una difficile rimonta dal fondo dello schieramento. La gara sembra subito volgere a favore di Michael Schumacher, che, approfittando dell'assenza del pilota della McLaren davanti a lui, scatta bene e prende il comando della corsa davanti a Häkkinen, Barrichello, Ralf Schumacher, Montoya ed Irvine. Il pilota colombiano della Williams commette un errore nel corso del terzo giro, andando a sbattere e dovendo ritirarsi. I primi due fanno il vuoto, mentre nelle retrovie Coulthard fatica a rimontare, rimanendo bloccato in diciottesima posizione dietro a Bernoldi. Il pilota della Arrows tiene dietro lo scozzese per addirittura trentatré giri, suscitando delle ingiustificate polemiche da parte del box McLaren a fine gara. Al tredicesimo giro Häkkinen, unico rivale di Schumacher per la vittoria, accusa un problema al differenziale, che fa tirare la macchina verso destra: il finlandese rientra ai box per effettuare dei controlli, ma il problema continua a presentarsi e Häkkinen decide di ritirarsi.
Schumacher si trova quindi con la vittoria in pugno, potendosi permettere di amministrare la gara davanti al compagno di squadra. Alle spalle dei ferraristi il ritiro di Ralf Schumacher per un problema tecnico consegna la terza posizione all'ex ferrarista Irvine, che conquista così il primo podio per la Jaguar. Villeneuve, bloccato nelle prime fasi di gara alle spalle di Trulli, chiude in quarta posizione davanti a Coulthard, che, dopo una difficile rimonta, conquista il quinto posto approfittando di una foratura occorsa ad Alesi mentre il francese occupa la quinta posizione. Il pilota della Prost riesce comunque a conquistare l'ultimo punto a disposizione, portando alla Prost il primo piazzamento in zona punti dal Gran Premio d'Europa 1999. In Campionato Schumacher aumenta a 12 lunghezze il proprio vantaggio su Coulthard, mentre la Ferrari porta a trentadue punti il margine sulla McLaren in classifica Costruttori.

### Risultati
| Pos | Nº | Pilota                | Costruttore        | Pneumatici | Giri | Tempo/Ritiro             | Griglia | Punti |
| --- | -- | --------------------- | ------------------ | ---------- | ---- | ------------------------ | ------- | ----- |
| 1   | 1  | Michael Schumacher    | Ferrari            | B          | 78   | 1h47'22"561              | 2       | 10    |
| 2   | 2  | Rubens Barrichello    | Ferrari            | B          | 78   | +0"431                   | 4       | 6     |
| 3   | 18 | Eddie Irvine          | Jaguar - Ford      | M          | 78   | +30"698                  | 6       | 4     |
| 4   | 10 | Jacques Villeneuve    | BAR - Honda        | B          | 78   | +32"454                  | 9       | 3     |
| 5   | 4  | David Coulthard       | McLaren - Mercedes | B          | 77   | + 1 giro                 | 1       | 2     |
| 6   | 22 | Jean Alesi            | Prost - Acer       | M          | 77   | + 1 giro                 | 11      | 1     |
| 7   | 8  | Jenson Button         | Benetton - Renault | M          | 77   | + 1 giro                 | 17      |       |
| 8   | 14 | Jos Verstappen        | Arrows - Asiatech  | B          | 77   | + 1 giro                 | 19      |       |
| 9   | 15 | Enrique Bernoldi      | Arrows - Asiatech  | B          | 76   | + 2 giri                 | 20      |       |
| 10  | 17 | Kimi Räikkönen        | Sauber - Petronas  | B          | 73   | + 5 giri                 | 15      |       |
| Rit | 5  | Ralf Schumacher       | Williams - BMW     | M          | 57   | Elettronica (3°)         | 5       |       |
| Rit | 20 | Tarso Marques         | Minardi - European | M          | 56   | Trasmissione (11°)       | 22      |       |
| Rit | 21 | Fernando Alonso       | Minardi - European | M          | 54   | Trasmissione (10°)       | 18      |       |
| Rit | 11 | Heinz-Harald Frentzen | Jordan - Honda     | B          | 49   | Incidente (7°)           | 13      |       |
| Rit | 7  | Giancarlo Fisichella  | Benetton - Renault | M          | 43   | Incidente (6°)           | 10      |       |
| Rit | 12 | Jarno Trulli          | Jordan - Honda     | B          | 30   | Impianto idraulico (5°)  | 8       |       |
| Rit | 23 | Luciano Burti         | Prost - Acer       | M          | 24   | Freni (16°)              | 21      |       |
| Rit | 19 | Pedro de la Rosa      | Jaguar - Ford      | M          | 18   | Impianto idraulico (10°) | 14      |       |
| Rit | 3  | Mika Häkkinen         | McLaren - Mercedes | B          | 15   | Differenziale (16°)      | 3       |       |
| Rit | 9  | Olivier Panis         | BAR - Honda        | B          | 13   | Sterzo (20°)             | 12      |       |
| Rit | 6  | Juan Pablo Montoya    | Williams - BMW     | M          | 2    | Incidente (5°)           | 7       |       |
| Rit | 16 | Nick Heidfeld         | Sauber - Petronas  | B          | 0    | Incidente (15°)          | 16      |       |

## Classifiche

### Piloti
| Pos. | Pilota                | Punti |
| ---- | --------------------- | ----- |
| 1    | Michael Schumacher    | 52    |
| 2    | David Coulthard       | 40    |
| 3    | Rubens Barrichello    | 24    |
| 4    | Ralf Schumacher       | 12    |
| 5    | Nick Heidfeld         | 8     |
| 6    | Jarno Trulli          | 7     |
| =    | Jacques Villeneuve    | 7     |
| 8    | Juan Pablo Montoya    | 6     |
| =    | Heinz-Harald Frentzen | 6     |
| 10   | Olivier Panis         | 5     |
| 11   | Eddie Irvine          | 4     |
| =    | Mika Häkkinen         | 4     |
| =    | Kimi Räikkönen        | 4     |
| 14   | Giancarlo Fisichella  | 1     |
| =    | Jos Verstappen        | 1     |
| =    | Jean Alesi            | 1     |

### Costruttori
| Pos. | Team               | Punti |
| ---- | ------------------ | ----- |
| 1    | Ferrari            | 76    |
| 2    | McLaren - Mercedes | 44    |
| 3    | Williams - BMW     | 18    |
| 4    | Jordan - Honda     | 13    |
| 5    | BAR - Honda        | 12    |
| =    | Sauber - Petronas  | 12    |
| 7    | Jaguar - Ford      | 4     |
| 8    | Prost - Acer       | 1     |
| =    | Arrows - Asiatech  | 1     |
| =    | Benetton - Renault | 1     |